# 克里斯蒂安·葉力奇
克里斯蒂安·史蒂芬·葉力奇（英語：Christian Stephen Yelich，1991年12月5日—）為美國職棒大聯盟密爾瓦基釀酒人的外野手。2010年大聯盟選秀，於第一輪23順位被馬林魚隊選走。

## 職業生涯

### 邁阿密馬林魚
2010年大聯盟選秀會被馬林魚隊選走後，葉力奇與球隊以170萬美元簽下了合約。他在新人聯盟出賽6場，打擊率3成75。隨後升上1A，一樣出賽6場，打擊率3成48。2011年，打擊率為2成61。
2013年，葉力奇從2A直升大聯盟。2014年，他的打擊率為2成84，21盜為全隊最多。並且拿下金手套獎，成為隊史上最年輕拿下金手套的球員，也是隊史第一位拿下此獎的外野手。他該季的守備率.996也是全隊之最。
隨後葉力奇與球隊簽下了7年4,957萬美元的合約。然而2015年葉力奇陷入低潮，到5月22日時，他的打擊率僅1成78。4月和8月又進入傷兵名單。最終他該季打擊率2成75。
2016年球季，葉力奇逐漸找回打擊手感，擔任球隊第三棒。4月23日，他單場擊出3支二壘安打，追平隊史紀錄。

### 密爾瓦基釀酒人
2017年球季結束後，馬林魚進入重建期，並將多名球星交易出去。其中葉力奇被交易至釀酒人隊，換來路易斯·布林森、伊桑·迪亞茲、Monte Harrison以及山本喬丹。2018年上半季，葉力奇打擊率2成85，11轟36分打點，並成功入選明星賽。他在明星賽上代替麥特·坎普上場，並擊出一發全壘打。8月29日，他面對紅人隊單場擊出6安，達成完全打擊。9月2日，他擊出生涯首支滿貫砲。9月17日，他面對紅人隊再度達成完全打擊。成為史上第5位單季2次完全打擊的球員，其中2次都面對同一隊是大聯盟史上頭一遭。
該季他打擊率為3成26，36轟110分打點。他成為史上第一位拿下國聯打擊王的釀酒人球員，還差點拿下三冠王。同年他還拿下銀棒獎、漢克阿倫獎以及國聯MVP。
2019年，葉力奇成為大聯盟首位連兩季達成3成25打擊率，並敲出至少35轟與20盜的選手。2020年3月6日，他和釀酒人簽下9年2.15億美元的合約，寫下隊史最大張的合約紀錄。這年他的打擊率為2成05，並敲出12轟。2021年，他因為背傷而缺席4月到5月的賽事。
2022年5月11日，葉力奇達成生涯第三次的完全打擊，為大聯盟史上第六人。而他這三次完全打擊都是面對紅人隊所達成，為大聯盟史上唯一一人。

## 國際賽
2017年世界棒球經典賽，他代表美國隊參賽。他也入選了2017年經典賽明星隊。
2018年9月10日，葉力奇被選為2018年美國職棒大聯盟美日明星賽的MLB全明星隊成員之一。不過他在10月29日宣布退出明星隊。

## 獎項和榮譽
- 美國職棒大聯盟打擊王 1回：2018年
- 國聯MVP 1回：2018年
- 美國職棒大聯盟金手套獎 1回：2014年
- 美國職棒大聯盟銀棒獎 2回：2016年、2018年
- 漢克·阿倫獎 1回：2018年
- WBC最優秀外野手 1回：（2017年）
- 美國職棒大聯盟全明星賽選出 1回（2018）
- 完全打擊 3回

## 生涯成績
| 年度 | 球隊     | 出賽 | 打數 | 打點 | 得分 | 安打 | 二壘打 | 三壘打 | 全壘打 | 壘打數 | 四死 | 三振 | 盜壘 | 打擊率 | 上壘率 | 長打率 | OPS   |
| ---- | -------- | ---- | ---- | ---- | ---- | ---- | ------ | ------ | ------ | ------ | ---- | ---- | ---- | ------ | ------ | ------ | ----- |
| 2013 | 馬林魚隊 | 62   | 240  | 16   | 34   | 69   | 12     | 1      | 4      | 95     | 31   | 66   | 10   | .288   | .370   | .396   | .766  |
| 2014 | 馬林魚隊 | 144  | 582  | 54   | 94   | 165  | 30     | 6      | 9      | 234    | 70   | 137  | 21   | .284   | .362   | .402   | .764  |
| 2015 | 馬林魚隊 | 126  | 476  | 44   | 63   | 143  | 30     | 2      | 7      | 198    | 47   | 101  | 16   | .300   | .366   | .416   | .782  |
| 2016 | 馬林魚隊 | 155  | 578  | 98   | 78   | 172  | 38     | 3      | 21     | 279    | 72   | 138  | 9    | .298   | .376   | .483   | .859  |
| 2017 | 馬林魚隊 | 156  | 602  | 81   | 100  | 170  | 36     | 2      | 18     | 264    | 80   | 137  | 16   | .292   | .369   | .439   | .807  |
| 2018 | 釀酒人隊 | 147  | 574  | 110  | 118  | 187  | 34     | 7      | 36     | 343    | 68   | 135  | 22   | .326   | .402   | .598   | 1.000 |
| 2019 | 釀酒人隊 | 130  | 489  | 97   | 100  | 161  | 29     | 3      | 44     | 328    | 80   | 118  | 30   | .329   | .429   | .671   | 1.100 |
| 合計 | 7年      | 920  | 3541 | 500  | 587  | 1067 | 209    | 24     | 139    | 1741   | 448  | 832  | 124  | .301   | .383   | .492   | .874  |

- 2019年度賽季結束時成績
- 各年度的粗字為聯盟最高

## 個人生活
葉力奇的祖父為塞爾維亞人的後代。他母親的爺爺是美式足球球員Fred Gehrke。他的叔叔Chris Yelich也是美式足球球員。他有兩個弟弟，Collin和Cameron，Collin在2015年大聯盟選秀被亞特蘭大勇士隊選走；Cameron則是美國海軍。他的外祖父則是日本人。

## 外部連結
- 球員資訊和成績在MLB ，ESPN ，Retrosheet ，Baseball Reference ，Baseball Reference (Minors) ，Fangraphs ，The Baseball Cube （英文）
- 克里斯蒂安·葉力奇的X（前Twitter）
- 克里斯蒂安·葉力奇的Instagram帳戶
- 克里斯蒂安·葉力奇在台灣棒球維基館上的頁面（繁體中文）

| 成就                                | 成就                                               | 成就                                        |
| ----------------------------------- | -------------------------------------------------- | ------------------------------------------- |
| 前任： 穆奇·貝茲 自己 艾迪·羅薩里奧 | 完全打擊 2018年8月29日 2018年9月17日 2022年5月11日 | 繼任： 自己 查理·布萊克蒙 愛德華多·艾斯科巴 |
| 前任： 科迪·貝林傑                  | 國聯單月最佳球員 2018年9月                         | 繼任： 賈斯汀·特納                          |